# Thalyson
Thalyson do Nascimento Coimbra (* 21. Januar 2003 in Conceição do Araguaia, Pará) ist ein brasilianischer Fußballspieler.

## Karriere
Thalyson begann seine Karriere bei der AE Velo Clube Rioclarense. Im Oktober 2020 wechselte er in die Jugend von Grêmio Porto Alegre, in der er in den kommenden drei Jahren für die U-20-Mannschaft spielte.
Zur Saison 2023/24 wechselte Thalyson zum österreichischen Zweitligisten Kapfenberger SV. Sein Debüt in der 2. Liga gab er im August 2023, als er am zweiten Spieltag jener Saison gegen den Floridsdorfer AC in der Startelf stand. Insgesamt kam er zu 13 Einsätzen für Kapfenberg. Nach der Saison 2023/24 verließ er den Verein.
Nach einem halben Jahr ohne Verein kehrte er im Januar 2025 nach Brasilien zurück und wechselte zur unterklassigen UA Carmolandense.